# Янссон, Рогер
Рогер Янссон (швед. Roger Jansson; род. 9 августа 1943, Кимито, Турку-Пори) — политик Аландских островов; премьер-министр (1995—1999) правительства Аландов.

## Биография
Родился 9 августа 1943 года в Кемиё, в Финляндии.
В 1968 году окончил экономический факультет Академии Або.
С 1979 по 2003 год — депутат Парламента Аландских островов, а в 1983 и с 1991 по 1993 год — второй вице-спикер Парламента (с 1994 по 1995 год — спикер).
С 1995 по 1999 год — премьер-министр правительства Аландских островов, а с 1999 по 2001 год — министр промышленности и торговли в правительстве Аландов.
С 2003 по 2007 год представитель Аландов в Парламенте Финляндии.
С 2007 года — вновь депутат Парламента Аландских островов.